# Willy Heitmüller
Willy Heitmüller (* 11. Dezember 1907 in Plauen; † 17. Oktober 1941) war ein deutscher Berufsschullehrer und nationalsozialistischer Funktionär.

## Leben
Im Alter von 21 Jahren trat Heitmüller zum 1. Dezember 1929 der NSDAP bei (Mitgliedsnummer 169.879). Er war Berufsschullehrer von Beruf und stellte sich nach der "Machtergreifung" der Nationalsozialisten ab April 1933 in den Dienst der NSDAP-Gauleitung unter Martin Mutschmann in Dresden. Später wechselte er in die Reichsleitung der NSDAP nach München. Dort wurde er im August 1938 zum Verwaltungs-Oberbannführer befördert. Ende 1940 schied er aus der NSDAP-Gauleitung aus, um im Januar 1941 die Leitung des Bauamtes und den Chefposten des  Arbeitsausschusses für HJ-Heime in der Reichsjugendführung der Hitler-Jugend zu übernehmen.